# Ляш, Отто
О́тто Ляш (нем. Otto  Lasch; 25 июня 1893 — 29 апреля 1971) — генерал немецкого вермахта, в 1945 году комендант города и крепости Кёнигсберг.

## Биография
Отто Ляш (иногда фамилию произносят как Лаш) родился 25 июня 1893 года в верхнесилезском городке Плесс (ныне польский город Пщина) в семье лесничего местного князя.
После получения образования в марте 1913 года поступил фанен-юнкером во Второй егерский батальон «Князь Бисмарк» (Fürst Bismarck) Германской имперской армии в Кульме (Западная Пруссия), в составе которого принимал участие в Первой мировой войне (1914—1918). 7 августа 1914 года произведён в лейтенанты. За боевые отличия награждён Железным крестом 1-го и 2-го класса.
С 1919 по 1935 годы служил в полиции: занимал должность командира полицейской роты в чине капитана, затем преподавал полицейское и уголовное право в политической школе в восточнопрусском Зенсбурге (ныне польский город Мронгово). В чине майора полиции был адъютантом генерал-инспектора полиции в силезском Бреслау (ныне польский Вроцлав).
В 1935 году добровольно вступил в германскую армию (вермахт), в звании майора служил при штабе пехотного полка. С октября 1936 года — командир 3-го батальона 3-го пехотного полка 21-й пехотной дивизии в звании подполковника.
Во время Второй мировой войны (1939—1945) принимал участие в Польской кампании вермахта (1 сентября — 6 октября 1939 года). С 26 октября 1939 года был командиром 43-го пехотного полка 1-й пехотной дивизии, с которым участвовал во Французской кампании (10 мая — 22 июня 1940 года). С июня 1941 года воевал в составе группы армий «Север», участник боёв под Ригой, Нарвой и Ленинградом.
17 июля 1941 года награждён Рыцарским крестом Железного креста за форсирование реки Западная Двина (Даугава) и участие во взятии Риги. В годы немецкой оккупации рижская улица Юра Алунана носила имя Отто Ляша.
1 августа 1942 года Ляшу присвоено звание генерал-майора.
27 сентября 1942 года он был назначен командиром 217-й пехотной дивизии.
1 апреля 1943 года ему присвоено звание генерал-лейтенанта.
С 20 ноября 1943 года — командир 349-й пехотной дивизии, с которой участвовал в боях подо Львовом в январе 1944 года.
С 1 сентября 1944 года по ноябрь 1944 года командовал вновь созданным 64-м армейским корпусом, одновременно руководил 1-м военным округом вермахта (Восточная Пруссия).
10 сентября 1944 года награждён Рыцарским крестом Железного креста с дубовыми листьями.
С 1 ноября 1944 года — генерал пехоты.
С 28 января 1945 года — комендант города и крепости Кёнигсберг, столицы Восточной Пруссии.
С 6 по 9 апреля 1945 года превосходящие силы наступающей Красной армии ВС СССР, несмотря на ожесточённое сопротивление укомплектованного в основном выходцами из Восточной Пруссии немецкого гарнизона под командованием генерала от инфантерии Отто фон Ляша, смогли в ходе Кёнигсбергской операции в течение четырёх дней штурмом овладеть находившимся несколько месяцев в окружении и считавшимся неприступным городом и крепостью Кёнигсберг. Видя бессмысленность дальнейших боёв, 9 апреля в присутствии парламентёров Ляш отдал приказ о капитуляции гарнизона и по радио обратился к немецким войскам с призывом прекратить сопротивление. За это Гитлер заочно приговорил его и его семью к смертной казни.
После войны Ляш находился в заключении в Советском Союзе, в воркутинском лагере. В октябре 1955 года ему разрешили выехать в Германию.
В 1968 году в Калининграде (бывшем Кёнигсберге) бункер Ляша (блиндаж), в котором 9 апреля 1945 года он отдал приказ о безоговорочной капитуляции, стал филиалом Калининградского областного историко-художественного музея.
Отто Ляш умер 29 апреля 1971 года в тогдашней столице ФРГ, городе Бонне, дожив до семидесяти семи лет.

## Литературная деятельность
Переехав в Западную Германию, в 1958 году Ляш издал книгу мемуаров «Так пал Кёнигсберг. Борьба и крушение столицы Восточной Пруссии» (So fiel Königsberg. Kampf und Untergang von Ostpreußens Hauptstadt). В 1965 году он написал книгу о своём пребывании в советском плену «Кнут и пряник» (Zuckerbrot und Peitsche).

## Награды
- Железный крест, 2-го класса (5 октября 1914)
  - Пряжка к Железному кресту 2-го класса (13 сентября 1939)
- Железный крест, 1-го класса (2 июля 1916)
  - Пряжка к Железному кресту 1-го класса (20 октября 1939)
- Награда Вермахта за службу, с 1-го по 4-й класс
- Медаль «За зимнюю кампанию на Востоке 1941/42»
- Рыцарский крест железного креста с Дубовыми Листьями
  - Рыцарский крест (№ 362) (17 июля 1941)
  - Дубовые листья (№ 578) (10 сентября 1944)
- 3 раза упоминался в «Вермахтберихт» (1 июля 1941, 2 июля 1942, 12 апреля 1945)